# Sancocho
A sancocho hagyományos levesféle, mely gyakran pörköltként is ismert számos országban Latin-Amerikában, mely a spanyol ételből, a cocidóból eredeztethető. Különböző változatai számos ország nemzeti ételei között megtalálhatóak a Kanári-szigetektől kezdve, Ecuadoron, Hondurason, Kolumbián át, egészen Peruig. Korzikai, ír, dán, német és olasz változatai inkább pörköltfélék, valamint ide sorolható a Haitin elterjedt bouillon, valamint a Franciaországban ismert Pot-au-feu. Ez az étel gyakran nagyobb darab húsokat, gumókat, valamint zöldségeket tartalmaz.

## Változatai
A Kanári-szigeteken a sancocho alapját elsősorban a halak képezik, melyet általában egészben főznek meg.
A sancocho Latin-Amerikában, különösképpen a Karib-térségben a Kanári-szigetekről származó  Puchero Canario és sancocho ételekből ered, melyet a Kanári-szigetekről a Karib-térségbe vándorolt lakosság honosított meg.

## Fordítás
Ez a szócikk részben vagy egészben  a   Sancocho című angol Wikipédia-szócikk ezen változatának fordításán alapul.  Az eredeti cikk szerkesztőit annak laptörténete sorolja fel. Ez a jelzés csupán a megfogalmazás eredetét és a szerzői jogokat jelzi, nem szolgál a cikkben szereplő információk forrásmegjelöléseként.